# 黄炎光
黄炎光（Dato Ooi Ean Kwong 拿督黄炎光，1942年－2007年12月3日），马来西亚华裔政治人物，曾任槟城州立法议会第五任议长（1986年至1990年）。他早年为银行职员，后投身劳工运动，并活跃于槟州政坛，先后代表社会正义党、民主行动党和民政党参选。

## 早年生涯
黄炎光生于1942年，早年就读于槟城的美以美英校。他具有语言天赋，能讲流利华语及书写中文。1963年起，他在华侨银行槟城分行任职，并活跃于职工会运动，曾出任全国银行职工会总会主席。

## 政治生涯

### 初次参政与行动党时期
黄炎光于1973年加入社会正义党，在1974年马来西亚大选中，受到陈志勤感召，首次上阵武吉牛汝莪州议席，挑战时任民政党议员陈锦华等人，形成五角战。最终他以1754票败下阵来，陈锦华以5010票当选。
1978年，黄炎光转投民主行动党，在林吉祥支持下竞选甘榜哥南州议席（今光大选区）。提名阶段，民政党候选人邱继圃因提名表格出错被取消资格，形成三角战。黄炎光以8000多票的优势击败对手，首次当选州议员。
然而，四个月后邱继圃上诉得直，选举被判无效。1978年12月10日举行补选，黄炎光再度击败邱继圃，以多数票3655张胜出。

### 行动党内斗与跳槽民政党
1979年至1981年，槟州行动党爆发内讧。
黄炎光作为行动党内较为独立的议员，在1979年政局风云变幻中率先展现出非凡的政治魄力。黄炎光深知自己的跳槽将极大增强民政党在槟州议会的实力，助其达到与巫统平分秋色的局面。在民政党领袖林苍佑的劝说下，他于1981年2月正式退出行动党，加盟民政党。这一决定不仅引发行动党内部剧烈震荡，促使多位议员转投马华公会，也极大削弱了行动党在槟州的政治力量。黄炎光的这一举动，显示了他果敢的政治判断力和敢于担当的魄力，对槟州政坛格局产生了深远影响。

### 民政党时期与议长任期
1982年全国大选，民政党因党内资源有限，黄炎光被派往日落洞国会选区挑战卡巴星，最终落败。林苍佑虽保住8个州议席，但未能压制马华的席位扩张。
1986年大选前夕，为回馈其关键时刻的支持，林苍佑安排黄炎光上阵柑仔园州议席，而许岳金则被调往升旗山区对垒魏福星。这场人事调动背后，显现出政坛的深谋远虑与权衡布局。
黄炎光不负所托，成功当选，重振声望。黄炎光的政治转向不仅改变了槟州政局，也为他赢得了林苍佑的一份政治承诺。而许岳金则在政治布局中暂时退居次位。作为对黄炎光在关键时刻挺身而出的回报，林苍佑提名他出任槟州立法议会议长，使他成为继郑耀林之后，第二位出任此要职的华裔人士。任期自1986年8月3日至1990年10月5日。

## 逝世
黄炎光于2007年12月3日下午，因心脏病突发，逝世于马来西亚槟城威南县双溪峇甲县医院，享年65岁。